# Bistum Kaišiadorys

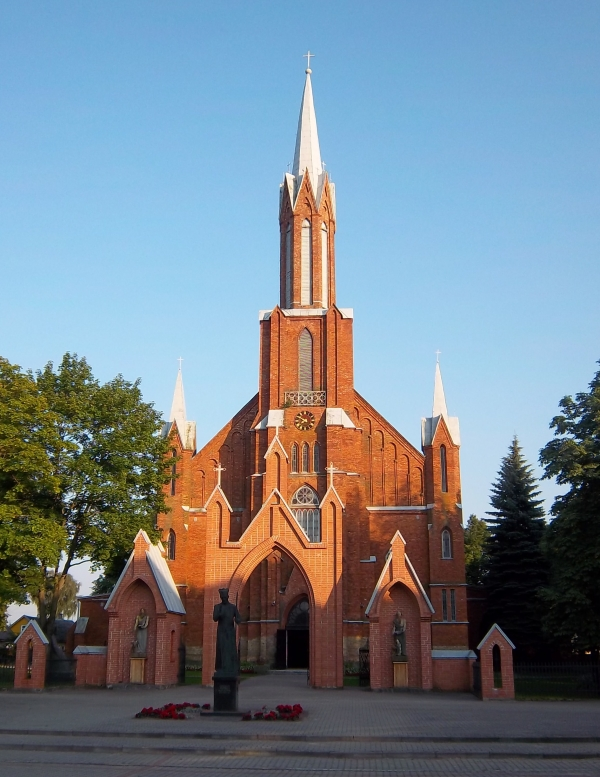
Die Kathedrale Verklärung Christi in Kaišiadorys

Das Bistum Kaišiadorys (lateinisch: Dioecesis Kaisiadorensis, litauisch: Kaišiadorių vyskupija) ist ein litauisches Bistum in Mittellitauen. Der Bischofssitz befindet sich in Kaišiadorys.

## Geschichte
Die Diözese ist ein Suffraganbistum des Erzbistums Vilnius und wurde aufgrund der am 4. April 1926 veröffentlichten Apostolischen Konstitution Lituanorum gente von Papst Pius XI. gegründet. Diese regelte die Anpassung der administrativen Grenzen der römisch-katholischen Kirche im Baltikum an die damaligen politischen Grenzen. Es handelt sich bei dem Bistum Kaišiadorys um diejenigen Gebiete des Erzbistums Vilnius, die nach der polnischen Besatzung des mehrheitlich polnischsprachigen Gebietes um Vilnius ab dem 12. Oktober 1920 nicht zur Litwa Środkowa und ab 1922 nicht zur Polnischen Republik gehörten, sondern bei der 1918 gegründeten Republik Litauen verblieben.

## Ordinarien

### Bischöfe
- Juozapas Kukta (5. April 1926 bis 16. Juni 1942)
  - Juozapas Matulaitis-Labukas (Apostolischer Administrator von 1942 bis 1943)
- Teofilius Matulionis (9. Januar 1943 bis 20. August 1962) (1946 Verbot der Amtsausübung durch das  Sowjetregime)

### Apostolische Administratoren
- Bernardas Sužiedėlis (1946 bis 1949)
- Juozapas Stankevičius (1949 bis 1957)
- Juozapas Meidus (1959 bis 1962)
- Povilas Bakšys (1962 bis 1974)
- Juozapas Andrikonis (1974 bis 1982)
- Vincentas Sladkevičius MIC
  - Weihbischof vom 14. November 1957 bis zum 15. Juli 1982
  - von 1962 bis 1982 Hausarrest und Verbot der Amtsausübung
  - Apostolischer Administrator vom 15. Juli 1982 bis zum 10. März 1989
- Juozapas Matulaitis (10. März 1989 – 24. Dezember 1991)

### Bischöfe
- Juozapas Matulaitis (24. Dezember 1991 – 12. Februar 2012)
- Jonas Ivanauskas (seit dem 12. Februar 2012)

## Dekanate
- Dekanat Alytus
- Dekanat Elektrėnai
- Dekanat Kaišiadorys
- Dekanat Merkinė
- Dekanat Molėtai
- Dekanat Stakliškės
- Dekanat Širvintos

## Partnerschaft
Das Bistum Kaišiadorys unterhält eine Partnerschaft mit dem Bistum Magdeburg (Deutschland).